# Destiny Fulfilled
Destiny Fulfilled е петият и последен студиен албум на американската група Дестинис Чайлд, издаден на 16 ноември 2004 г. Албумът успява да стигне второ място в класацията за албуми Билборд. Албумът е с общи продажби от 3 милиона 587 хиляди копия в САЩ и е три пъти с платинена сертификация.

## Списък с песните

### Оригинален траклист
1. „Lose My Breath“ – 4:02
2. „Soldier“ (с Ти Ай и Лил Уейн) – 5:26
3. „Cater 2 U“ – 4:07
4. „T-Shirt“ – 4:40
5. „Is She the Reason“ – 4:47
6. „Girl“ – 3:44
7. „Bad Habit“ – 3:55
8. „If“ – 4:16
9. „Free“ – 4:52
10. „Through with Love“ – 3:36
11. „Love“ – 4:32

### Интернационално издание
1. „Game Over“ – 4:03

### Японско издание
1. „Gots My Own“ – 3:59
2. „Game Over“ – 4:03
3. „Why You Actin“ – 4:28

### DualDisc издание
1. „Интервю с Дестинис Чайлд“ – 20:08
2. „Lose My Breath“ (видеоклип) – 3:39
3. „Soldier“ (видеоклип) – 4:06
4. „Game Over“ – 4:03
5. „Why You Actin'“ – 4:28

### Walmart ексклузивно издание
1. „My Man“ – 3:33
2. „2 Step“ – 3:24
3. „Survivor“ (разширен remix) (с Да Брат) – 4:24
4. „What's It Gonna Be“ – 3:38
5. „Independent Women Part 2“ – 3:46

### Tour издание (DVD)
1. „Интервю с Дестинис Чайлд“ – 20:08
2. „Lose My Breath“ (видеоклип) – 3:39
3. „Soldier“ (видеоклип) – 4:06
4. „Girl“ (видеоклип) – 3:56
5. „Independent Women (Part I)“ (на живо от Ротердам, 2002)
6. „Say My Name“ (на живо от Ротердам, 2002)
7. „Survivor“ (на живо от Ротердам, 2002)